# Nobuyuki Kojima
Nobuyuki Kojima (jap. 小島 伸幸, Kojima Nobuyuki; * 17. Januar 1966 in Maebashi) ist ein ehemaliger japanischer Fußballspieler.

## Nationalmannschaft
1995 debütierte Kojima für die japanische Fußballnationalmannschaft. Mit der japanischen Nationalmannschaft qualifizierte er sich erfolgreich für die Fußball-WM 1998. Kojima bestritt vier Länderspiele.